# Вершники долі
«Вершники долі» (англ. Riders of Destiny) — це докодексовий вестерн-мюзикл 1933 року. Головну роль виконав 26-річний Джон Вейн ролі співаючого ковбоя Сенді Сондерса. Це була перша стрічка із серії вестернів «Самотня зірка» від студії Monogram Pictures. Протягом 1933—1935 років у цій серії було створено шістнадцять стрічок.

## Історія
У сценах з піснями, персонаж Джона Вейна був переозвучений. Замість нього у фільмі співає Білл Бредбері, син режисера Роберта Н. Бредбері та Боб Стіл. В цілому, «Вершники долі» став значно жорстокішим фільмом про «співаючих ковбоїв» ніж, наприклад фільми Джином Отрі. Наприклад, у персонажа Джона Вейна були такі репліки, як «вулицями скоро буде текти кров», або «ти будеш пити з мерцями». «Вершники долі» були першим фільмом Lone Star Productions, який був випущений через Metro Goldwyn Mayer.
Через те, що спів Вейна постійно дублювали, він незабаром відмовився від жанру фільмів про «співаючих ковбоїв». Тим не менше, він знову зіграв роль «співаючого ковбоя» у фільмі «Хребет Беззаконня», де його спів був дубльований голосом Гленна Стренджа. Пізніше, Джин Отрі був обраний студією в якості заміни Вейну в фільмах про «співаючих ковбоїв». Таким чином була легко вирішена проблема необхідності співати в прямих ефірах, коли це було необхідно. Крім того, було винайдено новий напрям жанру, який відрізнявся від похмурого настро й жорстокості у фільмах з Вейном.

## У ролях
| Актор                | Роль               |
| -------------------- | ------------------ |
| Джон Вейн            | Сенді Сондерс      |
| Сесілія Паркер       | Фей Дентон         |
| Форест Тейлор        | Джеймс Кінкейд     |
| Джордж «Габбі» Гейес | Чарлі Дентон       |
| Ел Сент-Джон         | підручний Берт     |
| Хайні Конклін        | підручний Елмер    |
| Якіма Канутт         | підручний          |
| Ерл Двайр            | Сліп Морган        |
| Лейф МакКі           | шериф Білл Бакстер |
| Едді Фостер          | місіс Мейсон       |

## Галерея
|               |
| Вершники долі |

|                        |
| Кінотеатральний постер |

|                           |
| Джон Вейн в ролі Сондерса |